# Beatrix Lyall

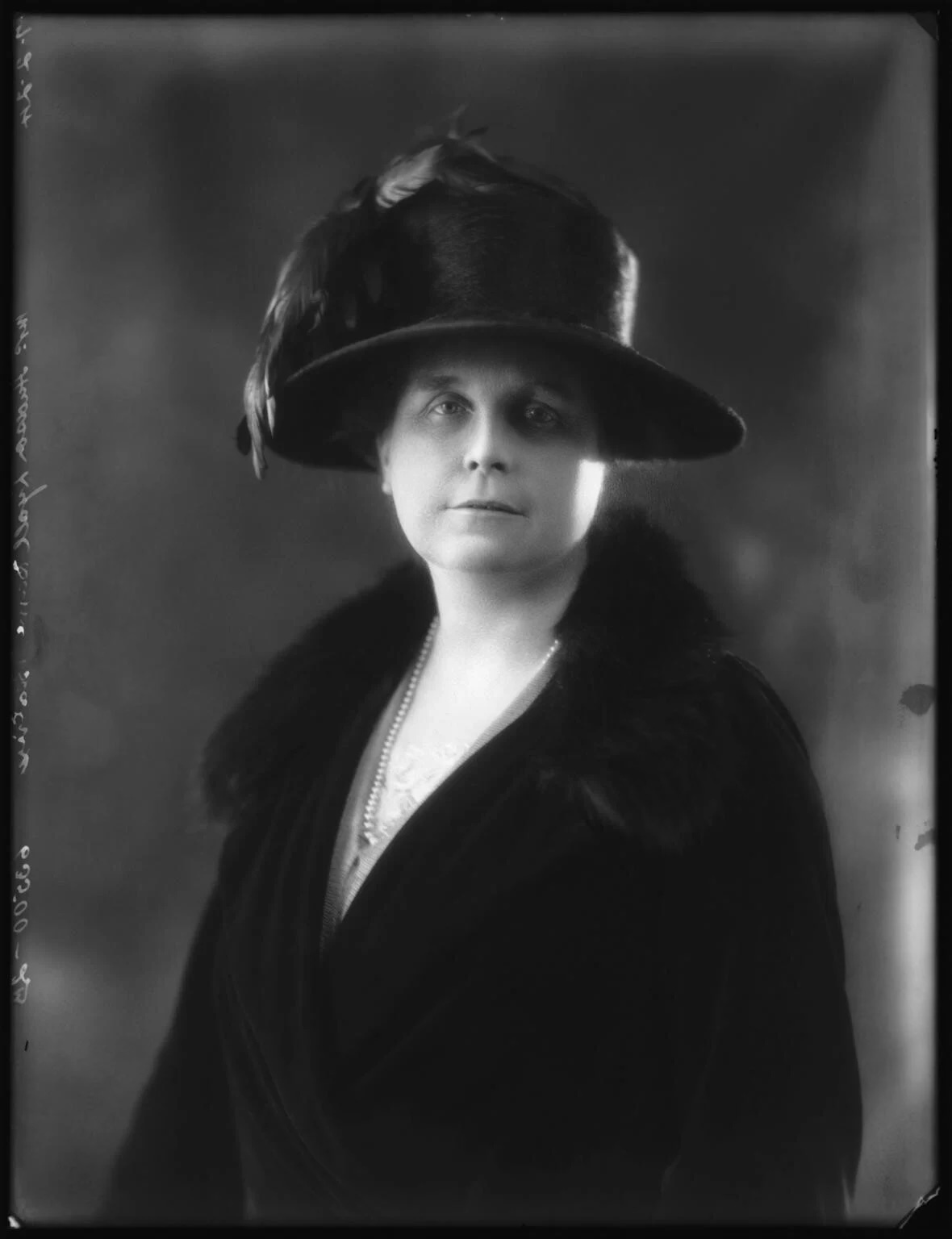
Beatrix Lyall, 1924

Dame Beatrix Margaret Lyall,  geborene Rostron (* 27. Oktober 1873 in Beddington (London), London Borough of Sutton, London; † 8. Mai 1948 in Kensington, Metropolitan Borough of Kensington, London) war eine englisch-britische Sozialreformerin und Lokalpolitikerin.

## Leben
Lyall wurde als drittes von acht Kindern von Simpson Rostron, einem Anwalt aus Barbados, und seiner Frau Christina Jane, geborene Riley, geboren. Lyall wurde zu Haus durch die Eltern erzogen, die beide tiefen christlichen Glauben hatten und sich stark in der Church of England und der Konservativen Partei engagierten. Lyall wurde dadurch in ihren eigenen späteren Worten eine Christian citizen.
Am 15. Juni 1899 heiratete sie George Henry Hudson Pile, einen Freund aus Kindertagen und Sohn eines ehemaligen Sprechers des Parlaments von Barbados. 1914 wurde sie zu Beatrix Lyall, als ihr Mann seinen Nachnamen per Deed poll änderte und den Mädchennamen seiner Mutter annahm. Sie ließen sich in Chelsea, London, nieder und hatten einen Sohn, Archibald, und eine Tochter, Christina Marion.
1914 war Lyall als Vorsitzende der christlichen Mothers’ Union bekannt und machte sich einen Namen als Rednerin in der Öffentlichkeit und durch ihren Einsatz für die Kinderfürsorge. Während des Krieges stellte sie ihre Dienste einer Reihe von Regierungsstellen zur Verfügung und war Mitglied des War Savings Committee. Sie hielt Reden vor Munitionsarbeitern und Bergleuten, die von der British Women’s Patriotic League veröffentlicht wurden. 1919 wurde sie für ihre Verdienste während des Konflikts zur Commander of the Order of the British Empire ernannt.
Lyalls Bekanntheitsgrad in der Öffentlichkeit führte dazu, dass die von den Konservativen unterstützte Municipal Reform Party an sie herantrat, um sie als Kandidatin für den  London County Council aufzustellen. Im März 1919 wurde sie ordnungsgemäß als Ratsmitglied für Fulham East gewählt. 1924 wurde sie zur Dame Commander of the Order of the British Empire ernannt. Von 1932 bis 1933 war sie stellvertretende Ratsvorsitzende und damit die erste Frau in diesem Amt.
Im Jahr 1934 verlor sie ihren Sitz im City Council, als die Labour Party zum ersten Mal die Macht übernahm. Im Dezember 1935 kehrte sie bei einer Nachwahl in den Stadtrat zurück, trat aber bei der folgenden Wahl 1937 nicht mehr an.
Nach ihrem Rückzug aus der Kommunalpolitik engagierte sich Lyall weiterhin in der Mothers’ Union und verfasste Broschüren, in denen sie für die „christliche Ehe“ warb und die Scheidung anprangerte. Sie wurde 1937 zur Vizepräsidentin auf Lebenszeit der Organisation ernannt. Im Oktober 1937 verlor sie ihre Tochter und im Mai 1938 ihren Mann.
Während des Zweiten Weltkriegs wurde sie zur Leiterin der Krankenhausversorgung für South London ernannt und war Mitglied des Vorstands des National Council of Women. Ihre letzten Lebensjahre verbrachte sie im Prince of Wales Hotel in Kensington. Dort starb sie im Mai 1948 im Alter von 74 Jahren an Herzversagen. Sie wurde im Golders Green Crematorium eingeäschert.